# Pexip
Pexip ist ein norwegisches Softwareunternehmen mit Hauptsitz in Oslo, das eine Videokonferenz-Software anbietet. Das Unternehmen wurde 2012 gegründet und ist international vertreten.
Die Cloud-basierte Videokommunikationssoftware Pexip Infinity ermöglicht es, Video- und Audiokonferenzen über Webbrowser und mobile Geräte durchzuführen.

## Produkte
Pexip bietet Videokonferenz-Software für Unternehmen und Organisationen. Die Software kann wahlweise selbst oder in der Cloud gehostet werden und ermöglicht zudem Verknüpfungen zu anderen Videokonferenzsystemen. Dabei nutzt Pexip Funktionen von Microsoft Azure, Amazon Web Services und Google Cloud Platform.

### Pexip Infinity
Pexip Infinity ist eine Cloud-Enterprise-Anwendung, die unternehmensweite Videokonferenzen und Zusammenarbeit über unterschiedliche Geräte (z. B. mobile Geräte, Telefone oder Webbrowser) und Plattformen hinweg ermöglicht. Die Software verbindet Kommunikations-Werkzeuge für Unternehmen in virtuellen Meetingräumen oder fungiert als Gateway zwischen Videokonferenzsystemen wie Microsoft Teams, Skype for Business und Google Hangouts Meet.
Die Teilnahme an Pexip-Meetings ist über den Infinity Connect Client oder über den browserbasierten Zugang möglich. Außerdem werden Apps für die beiden Betriebssysteme iOS und Android bereitgestellt.

## Kunden
Prominente Kunden sind PayPal, Amnesty International und die US-Regierung.